# Rattachisme

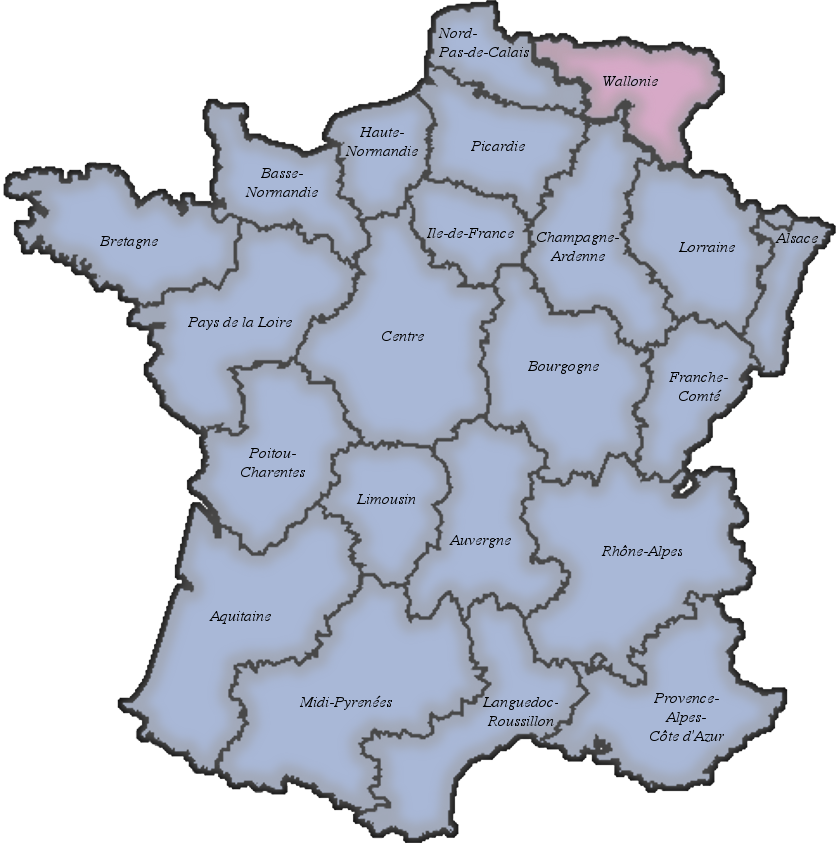
El mapa de França amb una suposada la Valònia lligada a l'estat en qüestió

El rattachisme o réunionisme és un corrent irredemptista que va néixer dins el moviment való belga que té per objectiu unir Valònia a França. És un moviment que naix com a reacció a la voluntat de Flandes de voler independitzar-se. El terme prové del verb francès "rattacher" traduït en català per lligar, enllaçar, vincular o unir. El terme "réunionisme" per la seva banda, també del francès, s'hauria de traduir per unionisme en el sentit de torna a unir. Els partit rattachistes parlen de la RWF per referir-se al seu objectiu: Rassemblement Wallonie France, és a dir, Unificació de la Valònia Francesa. N'hi ha també que demanarien la unificació de Brussel·les amb França. El moviment també ha trobat adeptes a França mateix, i el 66% dels francesos estaria a favor d'una unió de Valònia a França en cas de secessió de Flandes.